# Dan Kelly
Daniel J. „Dan“ Kelly (* 10. März 1989 in Fairfax, Virginia) ist ein US-amerikanischer professioneller Pokerspieler. Der ehemalige Onlinepoker-Weltranglistenerste ist zweifacher Braceletgewinner der World Series of Poker.

## Persönliches
Kelly studierte Maschinenbau an der Villanova University in der Nähe von Philadelphia. Er lebt in Potomac im US-Bundesstaat Maryland.

## Pokerkarriere

### Werdegang
Kelly spielt online unter den Nicknames djk123 (PokerStars) und imabigkidnow (Full Tilt Poker). Er steht mit fünf Titeln auf Platz drei der Rekordsieger der World Championship of Online Poker. Anfang Juli 2008 stand Kelly erstmals an der Spitze des PokerStake-Rankings, das die erfolgreichsten Onlinepoker-Turnierspieler weltweit listet. Insgesamt hatte er diese Position für acht Wochen inne.
Seine ersten Geldplatzierungen bei Live-Turnieren erzielte Kelly im August 2007 in Verona im US-Bundesstaat New York. Aufgrund seines zu geringen Alters durfte er bis 2010 nur an Turnieren außerhalb Nevadas teilnehmen. So platzierte er sich im Januar 2008 bei einem Turnier des PokerStars Caribbean Adventures auf den Bahamas sowie Ende Mai 2008 beim Main Event der World Poker Tour (WPT) in Barcelona in den Geldrängen. Im Juni 2010 durfte er erstmals an der World Series of Poker (WSOP) im Rio All-Suite Hotel and Casino am Las Vegas Strip teilnehmen und gewann ein Six-Handed-Turnier in der Variante No Limit Hold’em. Dafür setzte er sich gegen 190 andere Spieler durch und erhielt ein Bracelet sowie über 1,3 Millionen US-Dollar Siegprämie. Ende Februar 2012 kam Kelly beim WPT-Main-Event in Los Angeles an den Finaltisch und beendete das Turnier auf dem dritten Platz für mehr als 500.000 Dollar Preisgeld. Bei der WSOP 2013 erreichte er zwei Finaltische und kam inklusive WSOP Europe und WSOP Asia Pacific zehnmal ins Geld. Im Juni 2014 sicherte sich Kelly mit dem Gewinn eines Turniers in Limit Hold’em sein zweites Bracelet sowie knapp 200.000 Dollar Siegprämie. Nach zwölf Cashes bei der WSOP 2016 erzielte er über fünf Jahre keine weitere Geldplatzierung, ehe er bei der WSOP 2021 wieder drei Turniere auf den Preisgeldrängen abschloss.
Insgesamt hat sich Kelly mit Poker bei Live-Turnieren mehr als 3,5 Millionen Dollar erspielt.

### Braceletübersicht
Kelly kam bei der WSOP 55-mal ins Geld und gewann zwei Bracelets:
| Jahr | Buy-in (in $) | Turnier                       | Teilnehmer | Preisgeld (in $) |
| ---- | ------------- | ----------------------------- | ---------- | ---------------- |
| 2010 | 25.000        | No-Limit Hold’em / Six Handed | 191        | 1.315.518        |
| 2014 | 01.500        | Limit Hold’em                 | 657        | 0.195.167        |